# 董石
董石（1539年—？），字叔玉，號泰麓，湖廣黃州府麻城縣人，軍籍，明朝政治人物。

## 生平
嘉靖四十三年（1564年）甲子科湖廣鄉試第九名舉人。嘉靖四十四年（1565年）聯捷乙丑科三甲第二百三十一名進士。户部观政，四十五年四月授成都县知县，行取，丁忧。五年八月选授山东道御史，六年十月差巡按甘肃，万历二年（1574年）正月升浙江佥事，四年三月降崇庆州判官，五年六月升郾城知县，六年十二月升裕州知州，九年六月升肇庆府同知，丁忧。十五年十一月復除池州府，十六年七月升徽州知府，二十年正月考察，冠帶閑住，回籍卒。

## 家族
曾祖董毅，知州；祖父董性，知州；父董子竹，母熊氏，封太孺人。弟董碧、董研，俱庠生。